# Divergentna granica
Divergentna granica se javlja na mjestu gdje se dvije litosferne ploče odmiču jedna od druge. Predstavljene su u oceanskoj litosferi sustavom srednjooceanskih hrptova, kao što su Srednjoatlantski hrbat i Istočnopacifičko uzvišenje, a u kontinentalnoj litosferi dolinama brazdanja kao što je poznata Istočnoafrička brazda. Divergentne granice mogu stvoriti masivne zone rasjedanja, koje se odlikuju prisustvom normalnih i transkurentnih rasjeda, zbog ekstenzijskog tektonskog režima. Općenito, širenje nije jednoliko pa se masivni transformni rasjedi pojavljuju tamo gdje se razlikuju brzine širenja susjednih blokova stijena. To su pukotinske zone i glavni su izvor podmorskih potresa. Karte morskog dna pokazuju vrlo čudan obrazac blokovitih struktura koje su odjeljene linearnim elementima okomitim na os hrpta. Ovaj proces postaje jasniji ako promatramo morsko dno između pukotinskih zona kao pokretnu traku koja odnosi hrbat od središta širenja na svakoj strani jaruge. Krijesta starijih hrptova, usporedna trenutnom središtu širenja, bit će starija i dublja zbog temperaturnog sužavanja i tonjenja.